# ガエターノ・ディ・ボルボーネ＝パルマ
ガエターノ・マリーア・ジュゼッペ・ピオ・ディ・ボルボーネ＝パルマ（Gaetano Maria Giuseppe Pio di Borbone-Parma, 1905年6月11日 - 1958年3月9日）は、ブルボン＝パルマ家の公子。最後のオーストリア皇后ツィタの弟。
フランス語名はガエタン・ド・ブルボン＝パルム（Gaëtan de Bourbon-Parme）。

## 生涯
最後のパルマ公ロベルト1世と、その2番目の妻でポルトガルの廃王ミゲル1世の娘であるマリア・アントニアの間の第12子、六男、末息子として生まれた。父にとっては第24子、11番目の息子である。

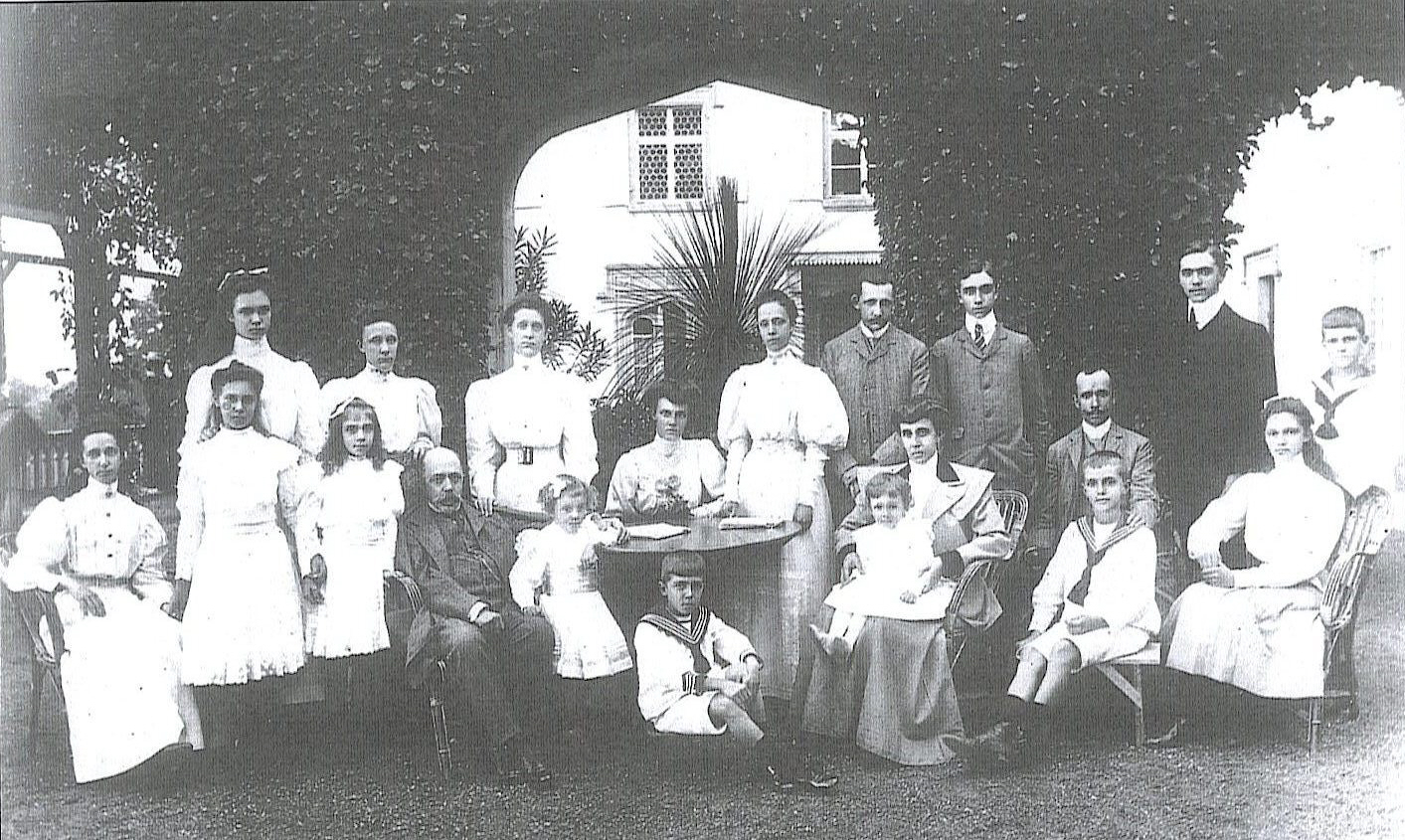
パルマ公ロベルト1世とその家族（ヴィラ・ピアノーレにて、1906年。ガエターノは母親の膝の上）
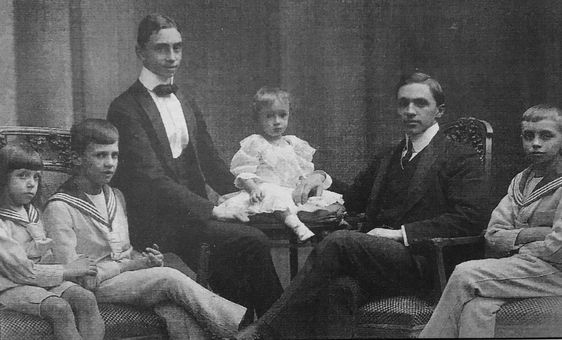
ロベルト1世の6人の息子（1907年頃。中心がガエターノ）

1931年4月29日にパリにおいて、カステル・ドゥイーノ公爵アレッサンドロの娘マルガレーテ（1909年 - 2006年）と結婚したが、1955年に離婚した。
妻との間に娘を1人もうけている。
- ディアーヌ・マルグリット（1932年 - 2020年） - 1955年にホーエンツォレルン侯子フランツ・ヨーゼフ（ホーエンツォレルン侯フリードリヒの次男）と結婚（1961年離婚）、1961年にハンス・ヨアヒム・エーミヒェンと再婚